# شبحة (حشرة)
الشبحة (الاسم العلمي: Phasma) هي جنس من الحشرات تتبع فصيلة الشبحات من رتبة الشبحيات.

## أنواع حشرة الشبحة
- شبحة عملاقة
- شبحة ماروسية
- شبحة رينوردتية